# Studley (Wiltshire)
Studley – wieś w Anglii, w hrabstwie Wiltshire. Leży 45 km na północny zachód od miasta Salisbury i 134 km na zachód od Londynu.